# DROP (Corneliusの曲)
「DROP」（ドロップ）は、Cornelius（小山田圭吾）が2001年にリリースした8作目のシングルである。

## 概要
前作「POINT OF VIEW POINT」から2ヵ月連続のリリースとなった作品。コーネリアスの公式作品としては最後の8cmシングルCDとなっている。トラットリア・メニュー240。
「DROP」にはミュージック・ビデオが「DROP」と「DROP - Do It Again」の2種類存在し、ライブで使用されるのは「DROP - Do It Again」の方である。2003年のRESFestにおいて、「DROP - Do It Again」はベスト・オーディエンス賞を受賞した。
マタドール・レコードからもリリースされており、そちらはマキシ・シングルでジャケットが違う物になっている。
また「DROP」はマタドール・レコード創立15周年を記念して2004年にリリースされた『Matador at Fifteen』にも収録された。
マタドール盤に収録されているキングス・オブ・コンビニエンスのリミックスやマシュー・ハーバートのリミックスは、この作品にしか収録されていなかったが、2019年7月31日発売の『POINT』リマスター盤にボーナス・トラックとして収録された。
また、マタドール盤のみ12インチレコードがリリースされている。

## 収録曲

### DROP
1. DROP

### DROP（マタドール盤）
1. DROP
2. DROP The Tusen Takk Rework （Kings of Convenience Remix）
3. DROP Herbert's Kangaroo Dub（Matthew Herbert Remix）

12インチレコードはA面#1 B面#2、3が収録されている。